# Serghei Marghiev
Serghei Marghiev (n. 6 noiembrie 1992, Chișinău, Republica Moldova) este un atlet din Republica Moldova, specializat în proba de aruncarea ciocanului.

## Carieră
El a evoluat pentru Moldova la Jocurile Olimpice din 2012, 2016, 2020 și 2024. Este deținătorul recordului național cu o aruncare de 78,72 m, stabilit la campionatul național din 2015.
Serghei Marghiev este fratele mai mic al surorilor Zalina Marghieva și Marina Marghieva și ele sportive de performanță specializate pe aruncarea ciocanului. Tustrei sunt antrenați de tatăl lor, Soslan Marghiev.

## Performanțe
| An                                  | Competiție                                | Locație                             | Loc                                 | Eveniment                           | Note                                |
| Competitor pentru Republica Moldova | Competitor pentru Republica Moldova       | Competitor pentru Republica Moldova | Competitor pentru Republica Moldova | Competitor pentru Republica Moldova | Competitor pentru Republica Moldova |
| ----------------------------------- | ----------------------------------------- | ----------------------------------- | ----------------------------------- | ----------------------------------- | ----------------------------------- |
| 2009                                | Campionatele Mondiale de Tineret          | Brixen, Italia                      | 28                                  | ciocan (6 kg)                       | 59,36 m                             |
| 2010                                | Campionatele Mondiale la Juniori          | Moncton, Canada                     | 14                                  | ciocan (6 kg)                       | 66,56 m                             |
| 2011                                | Campionatele Europene la Juniori          | Tallinn, Estonia                    | 2                                   | ciocan (6 kg)                       | 76,60 m                             |
| 2012                                | Jocurile Olimpice                         | Londra, Regatul Unit                | 31                                  | ciocan                              | 69,76 m                             |
| 2013                                | Cupa Europeană de aruncări de iarnă (U23) | Castellón, Spania                   | 3                                   | ciocan                              | 69,72 m                             |
| 2013                                | Universiada de vară                       | Kazan, Rusia                        | 8                                   | ciocan                              | 72,99 m                             |
| 2013                                | Campionatele Europene de Atletism U23     | Tampere, Finlanda                   | 5                                   | ciocan                              | 72,08 m                             |
| 2014                                | Campionatul European                      | Zürich, Elveția                     | 9                                   | ciocan                              | 75,18 m                             |
| 2015                                | Cupa Europeană de aruncări                | Leiria, Portugalia                  | 3                                   | ciocan                              | 73,84 m                             |
| 2015                                | Universiada de vară                       | Gwangju, Coreea de Sud              | 4                                   | ciocan                              | 73,65 m                             |
| 2015                                | Campionatul Mondial                       | Beijing, China                      | 23                                  | ciocan                              | 71,61 m                             |
| 2016                                | Campionatul European                      | Amsterdam, Olanda                   | 8                                   | ciocan                              | 73,21 m                             |
| 2016                                | Jocurile Olimpice                         | Rio de Janeiro, Brazilia            | 10                                  | ciocan                              | 74,14 m                             |
| 2017                                | Campionatul Mondial                       | Londra, Marea Britanie              | 8                                   | ciocan                              | 75,87 m                             |
| 2017                                | Universiada de vară                       | Taipei, Taiwan                      | 3                                   | ciocan                              | 74,98 m                             |
| 2018                                | Campionatul European                      | Berlin, Germania                    | 7                                   | ciocan                              | 74,47 m                             |
| 2019                                | Campionatul Mondial                       | Doha, Qatar                         | 16                                  | ciocan                              | 74,28 m                             |
| 2021                                | Jocurile Olimpice                         | Tokio, Japonia                      | 12                                  | ciocan                              | 75,24 m                             |
| 2022                                | Campionatul Mondial                       | Eugene, Statele Unite               | 15                                  | ciocan                              | 74,17 m                             |
| 2022                                | Campionatul European                      | München, Germania                   | 10                                  | ciocan                              | 73,89 m                             |
| 2023                                | Campionatul Mondial                       | Budapesta, Ungaria                  | 18                                  | ciocan                              | 72,91 m                             |
| 2024                                | Campionatul European                      | Roma, Italia                        | 11                                  | ciocan                              | 73,07 m                             |
| 2024                                | Jocurile Olimpice                         | Paris, Franța                       | 18                                  | ciocan                              | 73,46 m                             |